# Dimission
Dimission (von lat. dimissio „Entlassung“ zu dimittere „entlassen, verabschieden“) ist ein veralteter Begriff für den Ausschluss aus einer Organisation, die Abberufung von einer Position und den Rücktritt eines Ministers oder einer Regierung. Gebräuchlich ist die Bezeichnung Demission.

## In der Studentenverbindung
Die Bezeichnung Dimission kommt noch in der Studentensprache der Korporierten vor und bedeutet den Ausschluss eines ordentlichen aktiven oder inaktiven Mitgliedes gegen seinen Willen. Es gibt verschiedene Stufen der Dimission, die allerdings nicht in allen Verbindungstypen in dieser Form verwendet werden:
- Dimissio(n) ad tempus (a. t.), d. h. auf Zeit, auch als „Schwarzwald“ bezeichnet. Der Begriff rührt daher, dass während der Dimission keine Farben getragen werden dürfen. Verbindungen, die weder Farben führen noch tragen, werden als Schwarze Verbindungen bezeichnet.[5]
- Dimissio(n) in perpetuum (i.p.), d. h. Ausschluss auf Dauer
- Dimissio(n) in perpetuum cum infamia (c.i.), d. h. Ausschluss auf Dauer mit Schande.[6][7]

## Im Kirchenrecht
Im Kirchenrecht bezeichnet man als Dimission unter anderem die „Entlassung“ (Ermächtigung) eines Pfarrangehörigen zur Heirat in einer anderen Gemeinde. Die Heiratserlaubnis des Heimatpfarrers nennt sich entsprechend Dimissoriale („Entlassschein“).
Die Kirchenstrafe der Dimission bezeichnet im Recht der römisch-katholischen Kirche die zwangsweise Entlassung aus dem Klerikerstand.
Der Papst kann auch freiwillig auf sein Amt verzichten.